# Polissea, Horodnea
Polissea (în ucraineană Полісся) este o comună în raionul Horodnea, regiunea Cernihiv, Ucraina, formată numai din satul de reședință.

## Demografie
Componența lingvistică a comunei Polissea
     Ucraineană (97,01%)
     Rusă (2,1%)
     Alte limbi (0,6%)
Conform recensământului din 2001, majoritatea populației comunei Polissea era vorbitoare de ucraineană (97,01%), existând în minoritate și vorbitori de rusă (2,1%).